# Карліс Озолс (шахіст)
Карліс Озолс (латис. Kārlis Ozols, 9 серпня 1912, Рига — 23 березня 2001, Мельбурн) — латвійсько-австралійський шахіст. 

## Життєпис
На неофіційній шаховій олімпіаді 1936 року в Мюнхені посів 3-тє місце на 8-й шахівниці (+7-1=7). Також взяв участь у шаховій олімпіаді 1937 року в Стокгольмі. У 1944 році виграв чемпіонат Риги.
1945 року емігрував до Німеччини, у 1949 році — до Австралії, 1956 року отримав австралійське громадянство. У 1956 році поділив перше місце на чемпіонаті Австралії, 9 разів вигравав чемпіонат штату Вікторія. У 1972 році отримав звання міжнародного майстра.

## Звинувачення у військових злочинах
Озолса звинувачували у пособництві нацистам під час окупації, зокрема в тому, що 1 липня 1941 року він вступив у ряди латвійської поліції безпеки в Ризі і згодом брав участь у вбивствах євреїв у Мінському гетто і ліквідації Слуцького гетто. Був членом «команди Арайса». 20 квітня 1944 року Озолсу присвоєно звання оберштурмфюрера з врученням Хреста Воєнних заслуг.
Втім, він ніколи не піддавався кримінальному переслідуванню.